# Erno Crisa
Erno Crisa, parfois crédité Erno Grisa, Tino Crisa ou James Parker, est un danseur, culturiste et acteur italien de théâtre et de cinéma, né le 10 mars 1914 à Bizerte (Tunisie) et mort le 5 avril 1968 à Rome à l'âge de 54 ans.
Il a figuré à l'affiche de nombreux péplums ou films d'aventures dans les années 1950 et 1960, mais sa présence dans des films comme Jalousie de Pietro Germi en 1953, L'Amant de lady Chatterley de Marc Allégret en 1955 et Plein Soleil de René Clément en 1960, a construit sa réputation auprès des cinéphiles.

## Biographie

### Origines
Erno Crisa naît sous le nom d'état civil d'Ernesto Crisa le 10 mars 1914 à Bizerte dans le protectorat français de Tunisie,, de Francesco Crisa et Maria Antonietta Tornabene, émigrés de Palerme. Il a quatre frères et deux sœurs.
Après leur installation à Casablanca, son père ouvre une pâtisserie et devient fournisseur de la famille royale du Maroc.

### Carrière

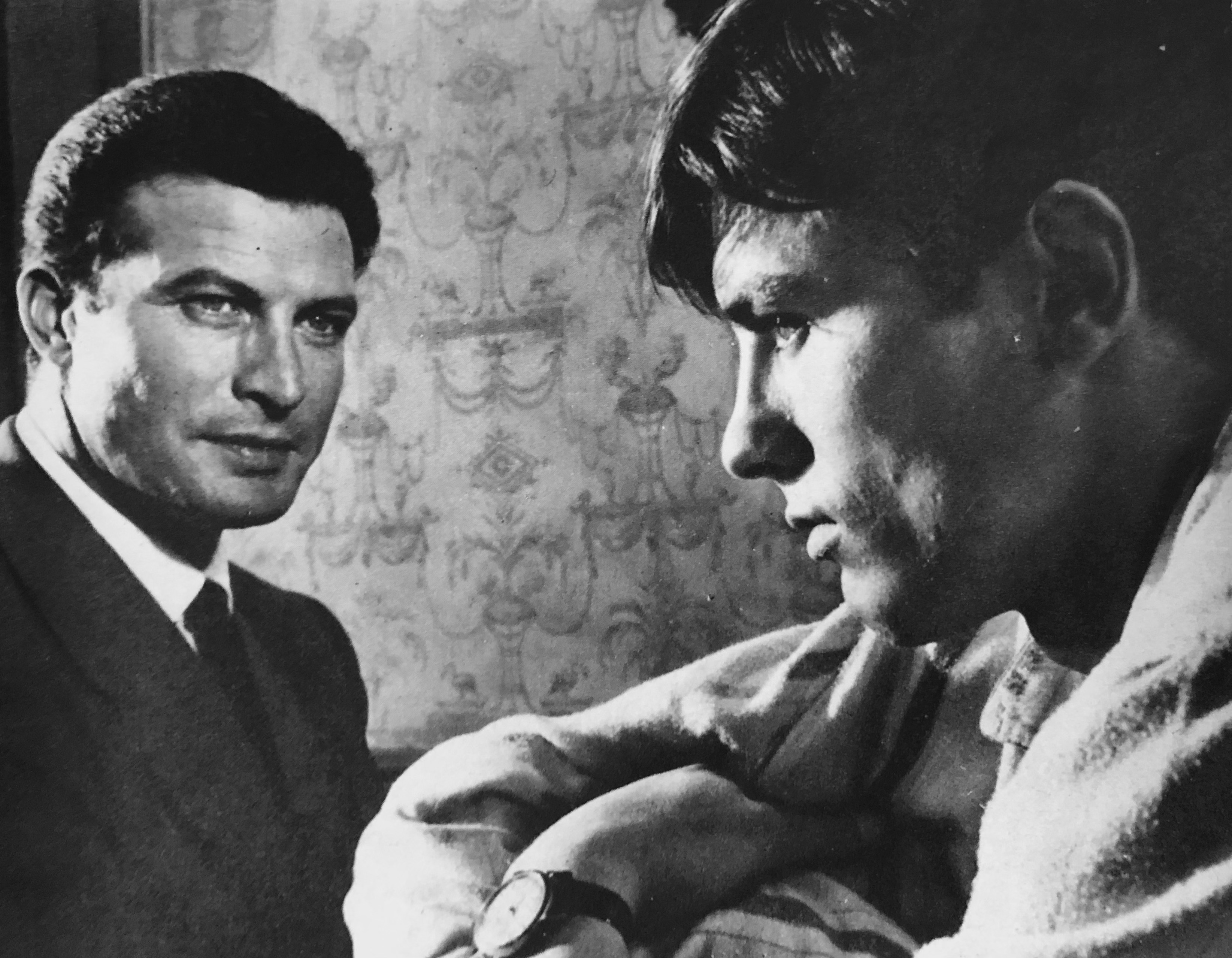
Erno Crisa (à g., incarnant l'inspecteur Riccordi) et Alain Delon (Tom Ripley) dans une scène de Plein Soleil de René Clément, film sorti en 1960.

Erno Crisa est âgé de 16 ans lorsqu'il part pour Paris, où il suit les cours de danse d'Olga Preobrajenska, puis devient danseur de revue : il effectuera sa première tournée en 1939 sous le pseudonyme d'Erno Crisa.
Il participe par ailleurs à de nombreux concours culturistes sous le nom de Tino Crisa : en 1937, à 23 ans, il se classe deuxième au concours de Monsieur Europe et, en 1938, à nouveau deuxième, derrière Émile Bonnet, au concours de Monsieur Monde,.
Il est aussi attiré par le théâtre et y fait un bref passage, jouant par exemple dans Dieu est innocent de Lucien Fabre et commence en même temps dans le cinéma français dans des petits rôles.
Il suit les cours de Tania Balachova à Paris, probablement au théâtre du Vieux-Colombier ou au théâtre de l'Épée de bois, après 1945 où elle a commencé à dispenser ses cours.
En 1948, il retourne en Italie. Il danse à nouveau en revue dans Al grand hotel de Garinei et Giovannini. « Beau et blond comme un dieu grec », il obtient du succès auprès du public féminin grâce à son rôle dans Cœurs sans frontières de Luigi Zampa en 1950.
Son physique d'ancien culturiste lui permet en outre d'apparaître dans de nombreux péplums, films d'aventures ou d'époque, très en vogue dans les années 1950 et 1960 : Carmine Gallone lui donne son premier rôle de ce genre, dans Messaline en 1951.
Il devient surtout célèbre en incarnant le rôle du garde-chasse dans L'Amant de lady Chatterley de Marc Allégret (1955) aux côtés de Danielle Darrieux.
Le réalisateur français René Clément l'emploie en 1960 pour le rôle de l'inspecteur Riccordi traquant Tom Ripley (Alain Delon) dans Plein Soleil.
Le dernier film à l'affiche duquel il figure est Angélique et le Sultan (1968), de Bernard Borderie, avec Michèle Mercier.

### Vie privée
Erno Crisa a été marié à Giuseppina Ferri,.

### Mort
Erno Crisa meurt le 5 avril 1968 dans une clinique de Rome à la suite d'un accident vasculaire cérébral survenu quelques jours plus tôt lors du tournage d'un film à Cinecittà. Il repose au cimetière de Casalpusterlengo où son épouse l'a rejoint.

## Filmographie
- 1942 : Croisières sidérales d'André Zwobada (non crédité) : l'homme sur le manège
- 1944 : Coup de tête de René Le Hénaff : le directeur de l'Ambassador
- 1945 : Le Mystère Saint-Val de René Le Hénaff : Dédé, le vagabond
- 1945 : Le Jugement dernier de René Chanas
- 1946 : Christine se marie de René Le Hénaff
- 1946 : Les Gueux au paradis de René Le Hénaff
- 1947 : Dédée d'Anvers d'Yves Allégret
- 1948 : La Figure de proue de Christian Stengel
- 1948 : Scandale de René Le Hénaff
- 1950 : Cœurs sans frontières (Cuori senza frontiere) de Luigi Zampa
- 1951 : Police en alerte (I falsari) de Franco Rossi
- 1951 : Son dernier verdict (L'ultima sentenza) de Mario Bonnard
- 1951 : Messaline (Messalina) de Carmine Gallone : Timus
- 1952 : Papà ti ricordo (en) de Mario Volpe
- 1952 : Mère coupable (en) (La colpa di una madre) de Carlo Duse
- 1952 : Chansons du demi-siècle (Canzoni di mezzo secolo) de Domenico Paolella (dernier sketch)
- 1953 : Les Héros du dimanche (Gli eroi della domenica) de Mario Camerini : Stefan
- 1953 : Jalousie de Pietro Germi
- 1953 : Chansons, chansons, chansons de Domenico Paolella (sketch Guapparia)
- 1954 : Violence sur la plage (Violenza sul lago) de Leonardo Cortese
- 1954 : La Fille de Mata Hari (La figlia di Mata Hari) de Renzo Merusi et Carmine Gallone
- 1954 : Cañas y barro (es) de Juan de Orduña
- 1954 : L'Or de Naples (L’oro di Napoli) de Vittorio De Sica (épisode Teresa) : Don Nicola
- 1954 : Questi fantasmi d'Eduardo De Filippo
- 1954 : Di qua, di là del Piave (it) de Guido Leoni (sketch Di qua, di là del Piave)
- 1955 : La Terre de feu s'éteint (es) (La Tierra del Fuego se apaga) d'Emilio Fernández
- 1955 : L'Amant de lady Chatterley de Marc Allégret : Oliver Mellors
- 1956 : Don Juan de John Berry : Don Juan Tenejo
- 1958 : La Fille de feu d'Alfred Rode : Larry Gordon
- 1959 : Seule contre les Borgia (Caterina Sforza, la leonessa di Romagna) de Giorgio Walter Chili
- 1959 : L'Archer noir (L'arciere nero) de Piero Pierotti
- 1959 : Deux sauvages à la cour (Due selvaggi a corte) de Ferdinando Baldi
- 1959 : I mafiosi (it) de Roberto Mauri
- 1960 : Carthage en flammes (Cartagine in fiamme) de Carmine Gallone : Astrubal
- 1960 : Les Cosaques (I cosacchi) de Giorgio Rivalta et Victor Tourjanski
- 1960 : Plein Soleil de René Clément : Riccordi
- 1960 : La Vallée des pharaons (Il sepolcro dei re) de Fernando Cerchio : Kefren, le conseiller de Tegi
- 1961 : Les Bacchantes (Le baccanti) de Giorgio Ferroni
- 1962 : Lasciapassare per il morto de Mario Gariazzo
- 1962 : Jules César contre les pirates (Giulio Cesare contro i pirati) de Sergio Grieco
- 1962 : Maciste à la cour du cheik de Domenico Paolella
- 1962 : Maciste contre les géants (Maciste, il gladiatore più forte del mondo) de Michele Lupo
- 1962 : Le due leggi d'Edoardo Mulargia
- 1963 : Le Retour des Titans (Maciste, l'eroe più grande del mondo) de Michele Lupo
- 1963 : Carosello di notte d'Elio Balletti (de)
- 1964 : Le Fils de Tarass Boulba (Taras Bulba il cosacco) de Henry Zaphiratos : envoyé du roi de Pologne
- 1964 : Brenno le tyran (Brenno il nemico di Roma) de Giacomo Gentilomo
- 1965 : Erik, le Viking de Mario Caiano : Eyolf
- 1965 : Les Sept Gladiateurs rebelles (Sette contro tutti) de Michele Lupo
- 1966 : Sugar Colt de Franco Giraldi (sous le nom James Parker)
- 1966 : Kommissar X – Drei gelbe Katzen de Rudolf Zehetgruber et Gianfranco Parolini (crédité Erno Grisa)
- 1967 : Pécos tire ou meurt (Pecos è qui: prega e muori!) de Maurizio Lucidi
- 1968 : Angélique et le Sultan de Bernard Borderie : ambassadeur turc